# Botcherby
Botcherby – dzielnica w Carlisle, w Anglii, w Kumbrii, w dystrykcie (unitary authority) Cumberland. Leży 0,5 km od centrum miasta Carlisle i 421,8 km od Londynu. W 2011 roku dzielnica liczyła 6194 mieszkańców. 

## Etymologia
Źródło:

Nazwa miejscowości na przestrzeni wieków:
- 1175 w. – Bocherby
- 1191 w. – Boschardebi